# Іченське благочиння Української православної церкви (Московського патріархату)
Іченське благочиння (або Ічнянське благочиння, до 1918 - протопопія) - адміністративно-церковна одиниця Ніжинської єпархії УПЦ (МП). Включає 19 приходських храмів у 18 населених пунктах. Обіймає  територію Іченського району Чернігівської області. 
Благочинний - протоієрей Віталій Ясенівка.

## Історія
Створена у складі Чернігівської єпархії УПЦ (МП) 1992 року, а після утворення Ніжинської  - передано до її складу. 

## Парафії
- м. Ічня - Воскресенський храм
- м. Ічня - Спасо-Преображенський храм
- с. Андріївка Іченського р-ну - Троїцький храм
- с. Бакаївка Іченського р-ну - Михайлівський храм
- с. Бережівка Іченського р-ну - Храм Різдва Богородиці
- с. Більмачівка Іченського р-ну - Миколаївський храм
- с. Бурімка Іченського р-ну - Храм вмц. Параскеви
- с. Гужівка Іченського р-ну - Вознесенський храм
- с. Дорогинка Іченського р-ну - Миколаївський храм
- с. Заудайка Іченського р-ну - Покровський храм
- с. Івангород Іченського р-ну - Троїцький храм
- с. Іржавець Іченського р-ну - Троїцький храм
- с. Качанівка Іченського р-ну - Храм вмч. Георгія Побідоносця
- с. Крупичполе Іченського р-ну - Миколаївський храм
- с. Парафіївка Іченського р-ну - Миколаївський храм
- с. Припутні Іченського р-ну - Храм Різдва Богородиці
- с. Сваричівка Іченського р-ну - Свято-Успенський храм
- с. Тростянець Іченського р-ну - Храм Різдва Іоанна Хрестителя
- с. Южне Іченського р-ну - Храм Різдва Богородиці